# Casablanca-Settat
Casablanca-Settat (amazic ⵜⴰⵏⴱⴰⴹⵜ ⵏ ⴰⵏⴼⴰ - ⴰⵥⵟⵟⴰⴹ ⵅⵏⵉⴼⵔⴰ, Tamnaḍt n Anfa Aẓṭṭaḍ; àrab, الدار البيضاء - سطات) és una de les dotze noves regions en que s'ha organitzat el Marroc després de la reforma administrativa de 2015. La seva capital és Casablanca.
Està situada al centre-oest del país i és la regió més poblada amb 6.861.739 habitants en 2014, el 20% de la població nacional. Substitueix l'antiga regió Gran Casablanca aplegant les províncies d'El Jadida i de Sidi Bennour de l'antiga regió de Doukkala-Abda així com les províncies de Settat, Benslimane i Berrechid de l'antiga regió de Chaouia-Ouardigha.

## Subdivisions
La regió de Casablanca-Settat es compon de dues prefectures i set províncies :
- Prefectura de Casablanca
- Prefectura de Mohammédia
- Província d'El Jadida
- Província de Nouaceur
- Província de Médiouna
- Província de Benslimane
- Província de Berrechid
- Província de Settat
- Província de Sidi Bennour